# Santa Eufemia (Córdoba)
Santa Eufemia is een gemeente in de Spaanse provincie Córdoba in de regio Andalusië met een oppervlakte van 187 km². In 2007 telde Santa Eufemia 982 inwoners.

## Demografische ontwikkeling
Bron: INE, 1857-2011: volkstellingen